# Place Thérèse-Pierre
La place Thérèse-Pierre est une place du quartier Sud-Gare, à la limite entre les sous-quartiers Sainte-Thérèse et Villeneuve de Rennes en Bretagne.

## Situation et accès
Située à l'intersection de la rue de l'Alma et du boulevard Jacques-Cartier.

## Origine du nom
Cette voie qui rend hommage à Thérèse Pierre, résistante et victime de la Gestapo (1908 - 1943), fut dénommée par délibération du conseil municipal de la Ville de Rennes le 20 janvier 2014.

## Commerces et équipements
- Station de métro Jacques Cartier
- Jardin Albert Renouf
- Biocoop Jacques-Cartier
- Carrefour City Rennes Alma
- Station d'auto-partage Citiz Jacques-Cartier